# Charles Montagu Doughty

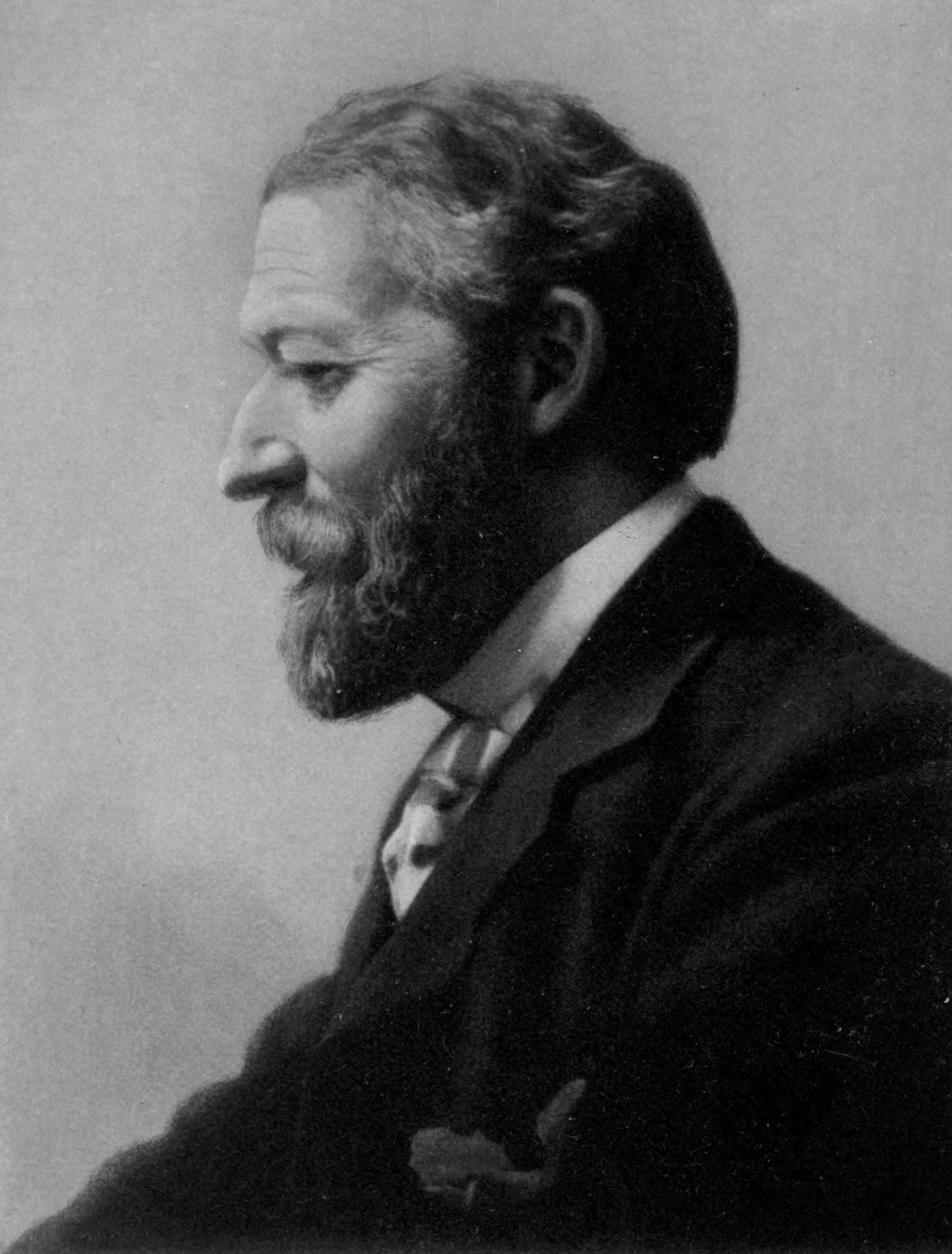
Charles Montagu Doughty

Charles Montagu Doughty (Theberton Hall, Suffolk, 19 augustus 1843 - Sissinghurst, Kent, 20 januari 1926) was een Engels schrijver en ontdekkingsreiziger, actief als anglist, geoloog en Bijbelgeleerde.

## Biografie
Doughty studeerde natuurwetenschappen aan de Universiteit van Cambridge.
Vanaf 1871 ondernam hij studiereizen naar Zuid-Europa, Noord-Afrika en Turkije. In 1876 reist hij met een islamitische pelgrimskaravaan van Damascus naar Mada'in Salih. In 1878 trok hij met een karavaan verder naar Mekka. Zijn tweejarig oponthoud op het Arabisch schiereiland bracht hem veel wetenschappelijke inzichten. Hij ontdekte talrijke inscripties en gedenkstenen die belangrijk waren voor het onderzoek van de Arabische geschiedenis.
Nog in 1878 keerde hij naar Engeland terug en schreef er zijn monumentaal werk Travels in Arabia Deserta, dat 1150 pagina's telde en voor zijn tijd het belangrijkste en invloedrijkste reisverslag over de Arabische wereld en de bedoeïenen was.  T.E. Lawrence (Lawrence van Arabië), die een voorwoord schreef, bestempelde dit werk als de "Bijbel over Arabië" en verwees er herhaaldelijk naar. Dit reisverslag kenmerkt zich door scherpe observatie, zowel op geografisch, natuurhistorisch, archeologisch als etnografisch vlak.

## Werken
- Travels in Arabia Deserta (2-delig, Cambridge 1888)
- The Dawn in Britain
- Adam Cast Forth (1906)
- The Cliffs (1909)
- The Clouds (1912)